# BeBee
beBee es un sitio web de profesionales fundada por Javier Cámara-Rica, Juan Imaz y Rafael García Romano. beBee es una plataforma colaborativa para profesionales. Los usuarios de beBee pueden buscar trabajo, publicar ofertas de trabajo, buscar servicios y ofrecer servicios.

## Visión general
beBee tiene una sección de trabajos. La red social incorpora una plataforma de blogging llamada beBee Producer, con la que el usuario puede escribir contenidos más amplios y difundirlos con todos los usuarios de las distintas colmenas.

## Historia
MixMail.com es un sitio y servidor de correo electrónico, con base en España, fundado en 1997. Fue vendido a Jazztel Internet Factory Ya.com.
Tras la venta de MixMail.com, el equipo pasa a formar Canalmail, que en el año 2000 pasa a denominarse MediaResponse.
BeBee se relanza como servicio totalmente nuevo en 2020 por Javier Cámara y Rafael García. El servicio incluye trabajos, profesionales ofreciendo servicios y usuarios que demandan servicios.